# Aliatypus erebus
Aliatypus erebus är en spindelart som beskrevs av Coyle 1974. Aliatypus erebus ingår i släktet Aliatypus och familjen Antrodiaetidae. Inga underarter finns listade i Catalogue of Life.